# Sonny (film, 2002)
Pour les articles homonymes, voir Sonny.
Pour plus de détails, voir Fiche technique et Distribution.
Sonny est un film américain de Nicolas Cage, sorti en 2002.

## Synopsis
Sonny Phillips, ex-gigolo, vient d'en finir avec l'armée. Avant de tourner la page de sa vie de gigolo, il passe voir sa mère, Jewel, tenancière d'une maison close. Sa mère souhaite que Sonny revienne travailler pour elle. Sonny refuse mais s'éprend de Carol, une nouvelle prostituée.

## Fiche technique
- Titre français et original : Sonny
- Réalisation : Nicolas Cage
- Scénario : John Carlen
- Musique : Clint Mansell
- Montage : Howard E. Smith
- Production : Paul Brooks (en), Nicolas Cage et Norman Golightly
- Producteur exécutif : Norm Waitt
- Société de production : Saturn Films et Gold Circle Films
- Format : Couleur
- Pays de production :  États-Unis
- Durée : 110 minutes
- Box-office :  États-Unis : 30 000 $ (6 écrans)
- Dates de sortie :
  - France : 2 septembre 2002
  - États-Unis : 26 octobre 2002 (Festival du film de Virginie)
  - États-Unis : 8 novembre 2002 (AFI Film Festival)
  - États-Unis : 27 décembre 2002

## Distribution
- James Franco : Sonny Phillips
- Brenda Blethyn : Jewel Phillips
- Harry Dean Stanton : Henry Wade
- Mena Suvari : Carol
- Josie Davis : Gretchen
- Nicolas Cage : Acid Yellow
- Scott Caan : Jesse
- Seymour Cassel : Albert
- Brenda Vaccaro : Meg
- Willie Metcalf : Cal
- Cary Wilmot Alden : Catherine
- Graham Timbes : Troy
- Wallace Merck : Scott